# 橋本祐幸

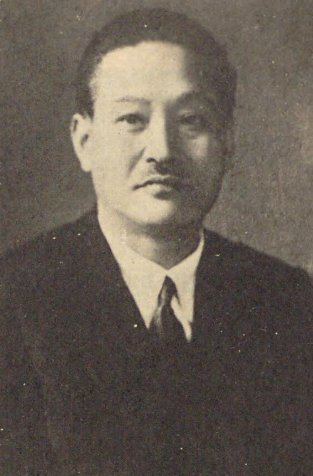
橋本祐幸

橋本 祐幸（はしもと ゆうこう、1890年（明治23年）1月28日 – 1944年（昭和19年）1月27日）は、衆議院議員（立憲民政党）、内務官僚。

## 経歴
福岡県福岡市出身。1908年福岡県立中学修猷館を経て、東京帝国大学文科大学哲学科で社会学を専攻し、1918年（大正7年）に卒業した。警視庁属となり、警部、警視と昇進した。本所警察署、向島警察署、日比谷警察署、四谷警察署の署長を歴任し、監察官に昇った。1927年（昭和2年）に退官した後は、東京市会議員に選ばれ、市参事会員も務めた。
1936年（昭和11年）、第19回衆議院議員総選挙に出馬し、当選した。その後、頼母木桂吉東京市長のもとで第二助役を、大久保留次郎同市長のもとで第一助役を務めた。
1942年（昭和17年）の第21回衆議院議員総選挙で返り咲きを果たした。墓所は多磨霊園。